# Michael Hubert Schmitz
Michael Hubert Schmitz (* 16. Juni 1830 in Aachen; † 13. Januar 1898 ebenda) war ein deutscher Glasmaler.

## Leben

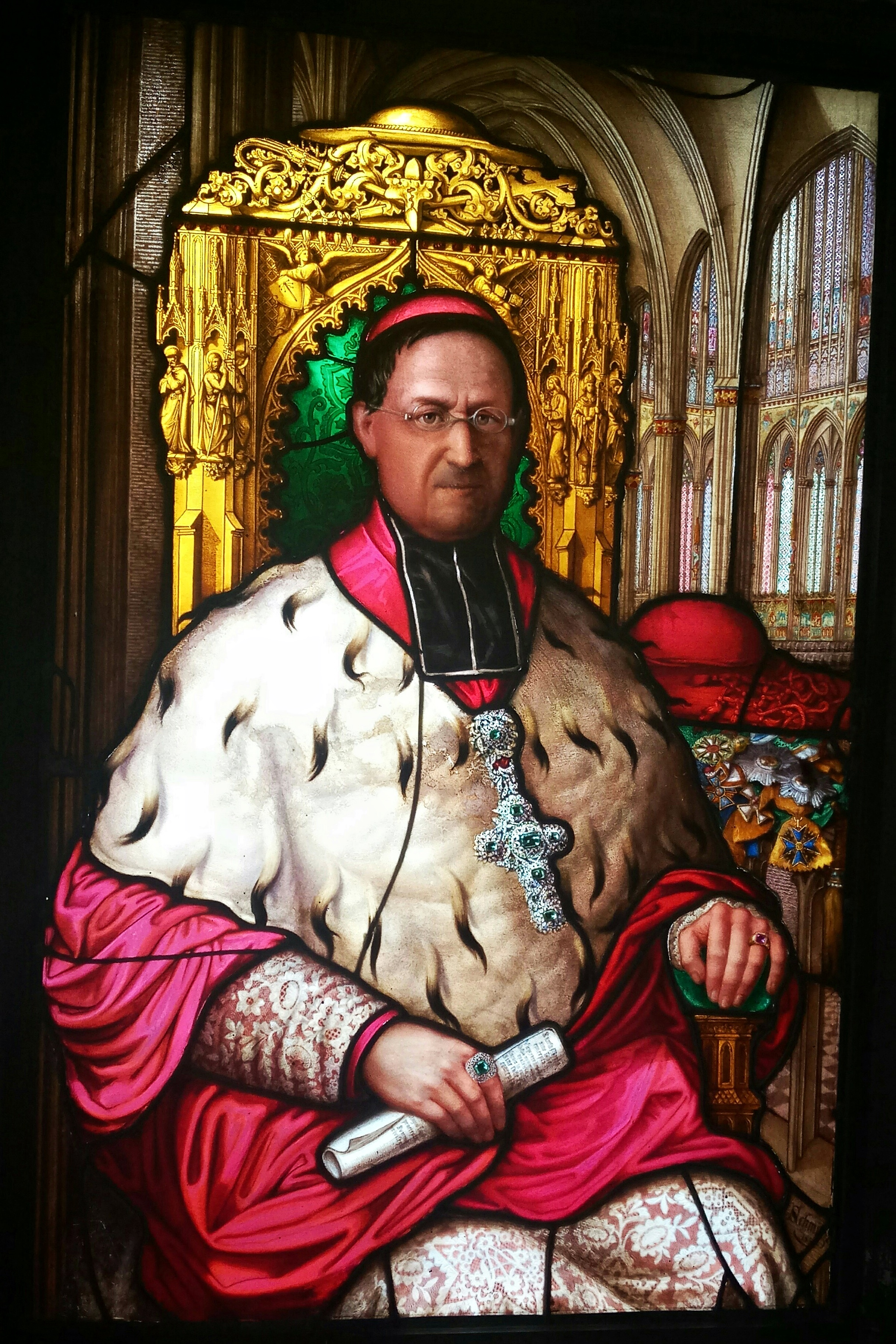
Kardinal Johannes von Geissel. Fenster von Michael Hubert Schmitz in der Kirche von Geissels Heimatpfarrei Mußbach, signiert unten rechts: Schmitz 1858.

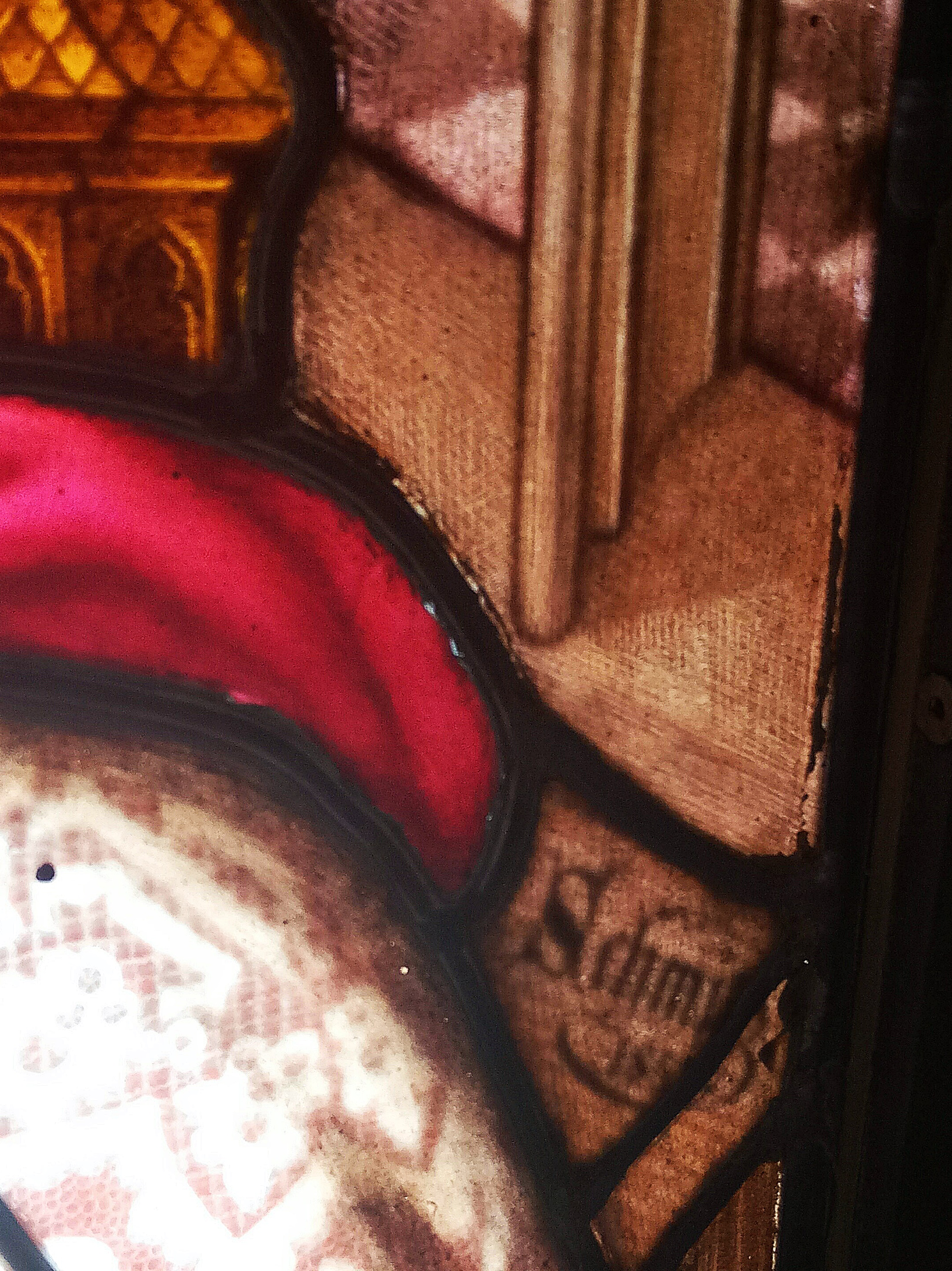
Signatur auf dem Glasfenster in Mußbach

Der Sohn des Glasers Franz Josef Schmitz und der Helene Hubertine Neumann machte schon früh durch Zeichnungen, sakrale Gemälde und Glasmalerei auf sich aufmerksam, so dass er auf Empfehlung des Kölner Erzbischofs Johannes von Geissel die königliche Akademie der schönen Künste in München besuchen konnte. Nach Abschluss seiner Studien kehrte er nach Aachen zurück und betrieb hier eine Glasmalerwerkstatt.
Neben der Königlichen Glasmalerei in Berlin war Schmitz Anfang der 1850er Jahre an der Ausstattung des Aachener Doms beteiligt, wo er die Gestaltung einiger Fenster ausführte, darunter die Bilder zum 6. und 10. Fenster und die Baldachine nebst Sockel zum 6. bis 10. Fenster sowie die musivischen Arbeiten nebst Rosetten zum 3., 4., 5., 10. und 11. Fenster. Für diese Arbeiten erhielt Schmitz den Titel eines preußischen Hofmalers zuerkannt. Weiterhin stattete er in den 1860er Jahren in Aachen unter anderem sowohl die Kirche St. Paul mit Glasmosaikfenstern aus als auch die Theresienkirche in der Pontstraße, das nicht mehr existierende Franziskanerkloster Aachen in der Monheimsallee sowie in Kettenis zwei Chorfenster in der dortigen Pfarrkirche St Katharina. In der modernen Johanneskirche Mußbach, der Heimatpfarrei von Kardinal-Erzbischof Geissel, ist in die Seitenkapelle ein von Schmitz signiertes, altes Glasfenster mit dessen Porträt (1858) eingebaut.
In der Galleria delle Carte Geografiche der Vatikanischen Museen in Rom war von Schmitz ab den 1860er Jahren „[…] im Fenster des letzten Saales ein Glasgemälde von seltener Vollkommenheit […]“ zu sehen, das Papst Pius IX. darstellte. Seine Heiligkeit hat Michael Hubert Schmitz daraufhin im Oktober des Jahres 1863 mit dem Sylvesterorden in der Klasse Komtur geehrt. Darüber hinaus wurde Schmitz mit dem Orden vom Goldenen Sporn, dem Ritterorden vom Heiligen Grab zu Jerusalem, dem Piusorden in der Klasse Ritter und dem Königlich-preußischen Kronen-Orden ausgezeichnet.
Michael Hubert Schmitz war in erster Ehe verheiratet mit Berta von Loevenich (1826–1879), mit der er mehrere Kinder hatte, darunter den Sohn Josef Schmitz, der als Architekt nach Bayern zog und Dombaumeister in Nürnberg wurde. Michael Hubert Schmitz fand seine letzte Ruhestätte auf dem Aachener Ostfriedhof.